# Aeletes monticola
Aeletes monticola är en skalbaggsart som beskrevs av Blackburn in Blackburn och Sharp 1885. Aeletes monticola ingår i släktet Aeletes och familjen stumpbaggar. Inga underarter finns listade i Catalogue of Life.